# Der Ochse von Kulm
Der Ochse von Kulm ist eine deutsche Filmkomödie der DEFA von Martin Hellberg aus dem Jahr 1955. Sie beruht auf dem gleichnamigen Roman von Walter Karl Schweickert, der auch das Drehbuch verfasste.

## Handlung
Es ist der Tag, an dem Alois seine Geliebte Resel heiraten will. Kurz vor dem Gang zum Altar erfährt Resel jedoch, dass sie das Erbe der Tante – immerhin 3000 Mark – nur antreten darf, wenn sie einen Beamten heiratet. Alois ist jedoch Viehhalter. Resel glaubt, Alois wolle sie nun nicht mehr zur Frau, hatten beide doch auf das Geld aus der Erbschaft gehofft. Alois kauft sich unterdessen vom Meierhofbauern den Ochsen Hansel, der über 700 Mark kosten soll. Als er vom Kauf zu Resel zurückkehrt, um sie zur Kirche zu bringen, berichtet sie ihm weinend vom Testament der Tante. Alois wiederum glaubt, sie wolle ihn nicht heiraten, weil er kein Beamter sei und sie so das Geld verliere. Nachdem sich beide Vorwürfe gemacht haben, erkennen sie, dass sie auf das Geld verzichten wollen. Sie begeben sich zur Kirche. Ein Nachteil hat die verlorene Erbschaft: Alois kann den Ochsen Hansel nicht bezahlen. Daher bittet er den Meierhofbauern, das Tier zurückzunehmen, doch bietet ihm der Bauer nur einen niedrigeren Preis an. Es kommt nicht zur Klärung der Besitzverhältnisse, sieht die kleine Hochzeitsgruppe doch, dass Hansels Weidengatter offensteht. Hansel selbst steht mit anderen Ochsen und Kühen auf der Straße. Grund für das Vorkommnis ist eine Gruppe Amerikaner, die mit ihrem Wagen auf die Weide gefahren sind und dort picknicken. Der Meierhofbauer ist außer sich vor Wut, doch beachten die Amerikaner den tobenden Bauern nicht. Kurzerhand hetzt Alois den Ochsen Hansel auf die Gruppe und die Amerikaner rennen panisch auseinander und verstecken sich. Die Militärpolizei greift ein und Alois wird als Besitzer des Tieres verhaftet, gelingt es dem Meierhofbauern doch, sämtliche Besitzrechte zu verleugnen. Die Braut kehrt ohne Bräutigam zurück.
Wenig später findet die Verhandlung statt. Alois gelingt es während des Verhörs, dem Meierhofbauern den im Preis gesunkenen „politischen Ochsen“ für 500 Mark abzukaufen. Da der Ochse nun wirklich ihm gehört, muss er auch für 30 Tage ins Gefängnis. Resel ist unterdessen empört, dass sie nicht zur Verhandlung vorgeladen wurde. Sie glaubt, dass das Gericht denkt, dass sie für den Ochsen sorgen werde, und bringt das Tier in den Gefängnishof. Hier gebärdet sich Hansel bald wild und der frisch inhaftierte Alois wird angewiesen, erst den Ochsen außerhalb der Gefängnismauern unterzubringen, bevor er seine Haftstrafe antreten darf. Alois sucht mit Hansel verschiedene Ämter auf, die sich nicht zuständig fühlen. Am Ende wird er an seine Gemeinde verwiesen. Hier ist man zwar erfreut, ihn zu sehen, lehnt jedoch auch eine Unterbringung des Ochsen ab. So kommt es, dass Staatsanwalt und Gefängnisdirektor am Ende einen Sonderentschluss fassen, den der entscheidungsbefugte Schneidzwirbel in betrunkenem Zustand unterschreibt: Der Gefangene Alois wird zu Außendienst bei Viehhalter Alois verurteilt, muss 30 Tage dessen Ochsen hüten und seine Felder pflügen. Tierhalter Alois wiederum muss den Gefangenen beaufsichtigen, ihm aber auch Kost und Logis geben. Damit keine Fluchtgefahr besteht, muss Häftling Alois während seiner Haftarbeitszeit Gefangenenkleidung tragen. Alois ist amüsiert. Die 30 Tage vergehen mit kleineren Schwierigkeiten. Am Ende erscheint Alois im Gefängnis und übergibt dem Direktor eine Rechnung. Er verlangt fast 580 Mark für die Unterbringung und Verpflegung des Häftlings Alois, inklusive neuer Zahnfüllung und neuem Bett, könne es ihm als Viehhalter doch nicht zugemutet werden, mit einem politischen Gefangenen ein Bett zu teilen. Die Beamten sind entsetzt. Alois ergänzt, dass er zudem als Gefangenenaufpasser für 30 Tage im Staatsdienst gestanden habe und damit ebenfalls Beamter gewesen sei. Zwar verzichte er auf Gefahrenzulage und andere Dinge, wolle jedoch sein Beamtensein schriftlich bestätigt haben. Die Obrigkeit gibt nach, will sie doch verhindern, dass der Fall Alois publik wird. Alois kann nun endlich Resel heiraten. Als Beamter a. D. hat er zudem Anspruch auf das Erbe der Tante und kann von dem Geld Ochse Hansel kaufen.

## Produktion
Der Ochse von Kulm entstand 1954 nach dem im gleichen Jahr erschienenen satirischen Roman Der Ochse von Kulm. Gedreht wurde außer im Studio Babelsberg in Görlitz, Löbau, Bischdorf und Dolgowitz bei Löbau sowie im Zittauer Gebirge. Die Kostüme schuf Ruth Herschmann, die Filmbauten stammen von Oskar Pietsch. Martin Hellberg verpflichtete für den Film zahlreiche bayerische Darsteller; im Film wird überwiegend bayerischer Dialekt gesprochen. Unter den Darstellern war auch Lore Frisch als Resel, die 1962 durch Suizid verstarb.
Der Film erlebte am 27. Januar 1955 im Berliner DEFA-Filmtheater Kastanienallee seine Premiere. Mit über 4,1 Millionen Zuschauern gehörte Der Ochse von Kulm zu den besucherstärksten Filmen der DEFA. Kritikern galt der Film lange Zeit als „Paradebeispiel einer guten DEFA-Komödie“. Es war Hellbergs vierter Film, den er für die DEFA drehte.

## Kritik
Für den film-dienst war Der Ochse von Kulm ein „Bauernschwank mit politischer Dimension. Seitenhiebe auf amerikanische Besatzer und deutschen Untertanengeist werden zum Teil geschickt und pointiert platziert.“